# Anomaly
Anomaly è un album discografico del chitarrista statunitense Ace Frehley, pubblicato nel 2009 dalla Bronx Born Records

## Il disco
Composto in onore di Eric Carr e di Dimebag Darrell, è stato pubblicato il 10 settembre 2009 in Italia ed il 15 settembre 2009 negli Stati Uniti, esordendo al ventisettesimo posto della classifica Billboard 200. Del disco sono state pubblicate 2 versioni: la prima contiene le sole dodici tracce, la seconda include in aggiunta due video.

## Tracce
Tutti i brani sono stati composti da Ace Frehley, eccetto dove indicato.
1. Foxy & Free - 3:43
2. Outer Space (Mendez, Asker, Frehley)[3] - 3:48
3. Pain in the neck - 4:18
4. Fox on the Run (Andy Scott, Brian Connolly, Steve Priest, Mick Tucker) - 3:34
5. Gengis Khan - 6:08
6. Too Many Faces - 4:22
7. Change the World - 4:11
8. Space Bear - 5:24
9. A Little Below the Angel - 4:17
10. Sister - 4:48
11. It's a Great Life - 4:00
12. Fractured Quantum - 6:19

## Musicisti
- Ace Frehley - chitarra acustica, elettrica, guitar synth, voce principale o secondaria, basso (tracce 2,5,9,11,12)
- Anthony Esposito - basso
- Anton Fig - batteria (eccetto tracce 4,10,12)
- Derrek Hawkins - chitarra ritmica (traccia 2)
- Scot Coogan - batteria (traccia 10), cori (tracce 3,10)
- Marti Frederiksen - tastiere, basso, chitarra ritmica (tracce 4,9), batteria (traccia 12)
- Brian Tichy - batteria (traccia 4)